# Tanjung Betung II
Tanjung Betung II is een bestuurslaag in het regentschap Kaur van de provincie Bengkulu, Indonesië. Tanjung Betung II telt 294 inwoners (volkstelling 2010).